# Assier
Assier är en kommun i departementet Lot i regionen Occitanien i södra Frankrike. Kommunen ligger i kantonen Livernon som tillhör arrondissementet Figeac. År 2022 hade Assier 707 invånare.

## Befolkningsutveckling
Antalet invånare i kommunen Assier
| Referens: INSEE |